# Standenhorn

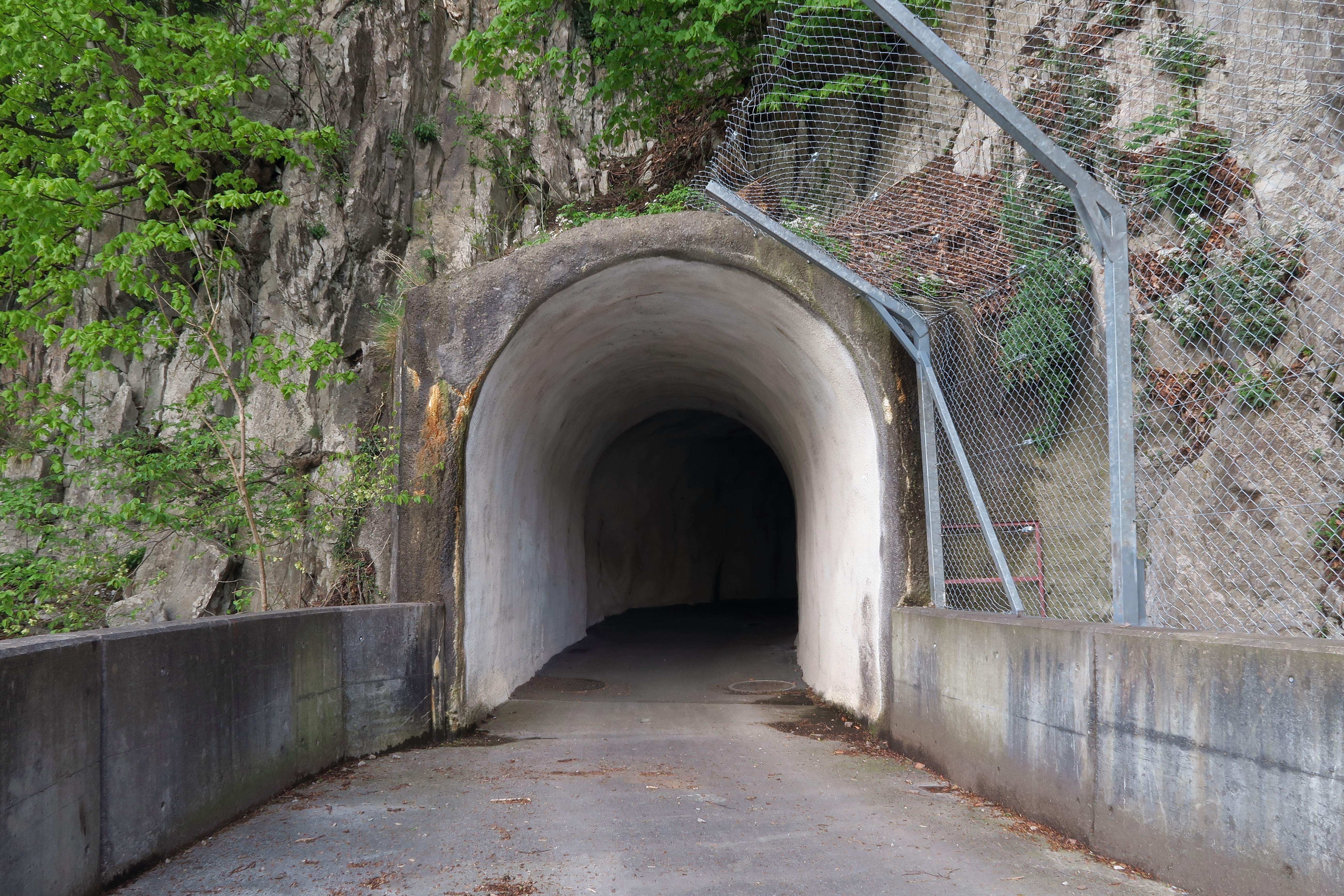
Westportal Velotunnel Standenhorn

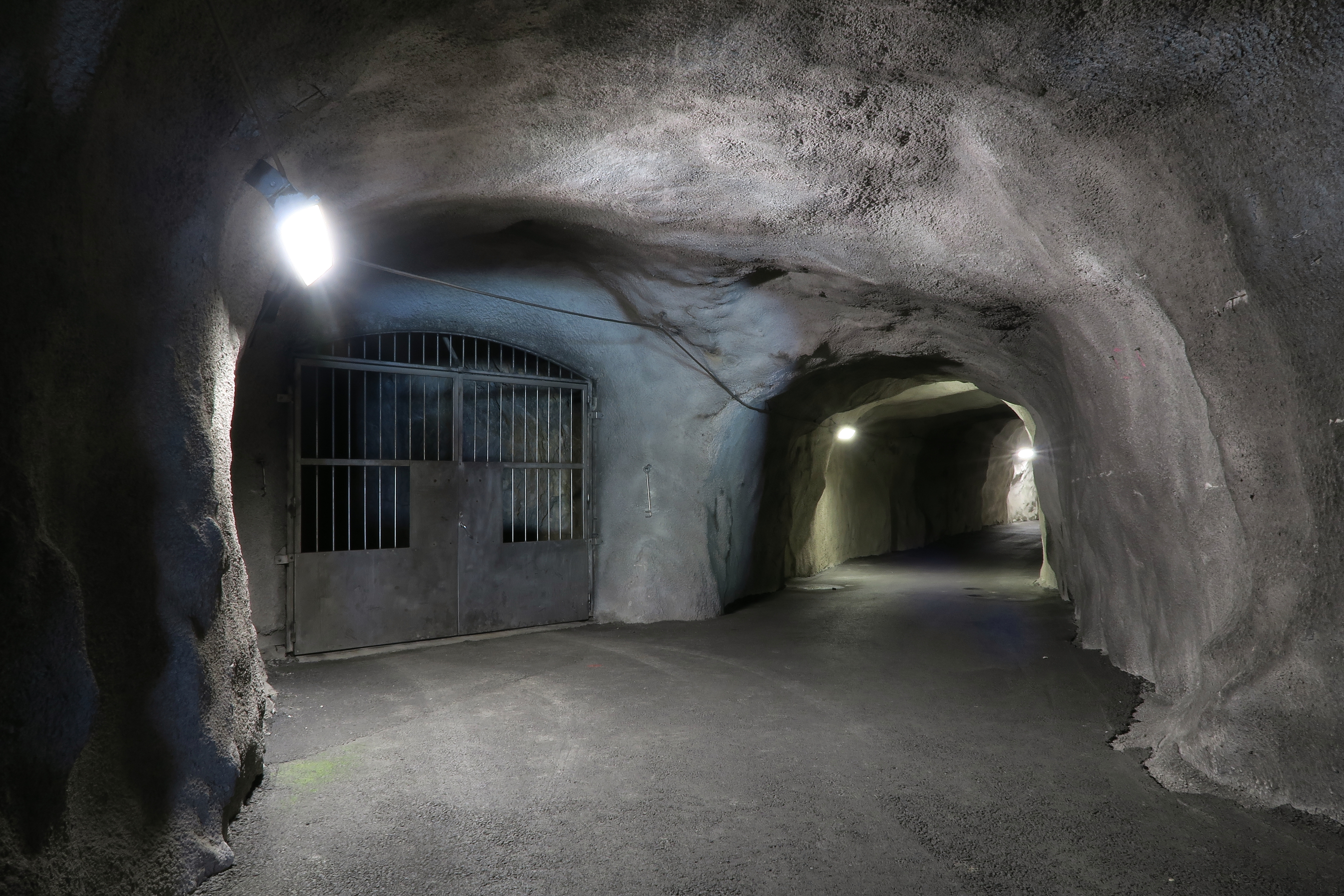
Einmündung des Fluchtstollens der Eisenbahn in den Velotunnel

Das Standenhorn ist ein steiles Uferstück des Walensees bei Filzbach.
Das Standenhorn wird von zwei Tunnels unterquert:
- Eine Spur der Autobahn A3 führt durch einen heute 230 Meter langen Tunnel.[1] Dabei handelt es sich um einen ursprünglich 258 Meter langen ehemaligen Eisenbahntunnel der Bahnstrecke Ziegelbrücke–Sargans, der 1859 erbaut wurde.[2][3] Die Bahn verläuft heute durch den neueren und um ein Mehrfaches längeren Kerenzerbergtunnel.
- Ein 235 Meter langer Tunnel ist als Veloweg Teil der Seen-Route[4] und dient auch als Rettungstunnel für den Kerenzerbergtunnel.